# Čáp jabiru
Čáp jabiru (Jabiru mycteria) je velký pták z čeledi čápovitých. Obývá území Střední a Jižní Ameriky v rozmezí od Mexika až po Argentinu, s výjimkou západních And. Je jediným zástupcem rodu Jabiru. Jeho název přitom pochází z jazyků tupí-guaraní a v doslovném překladu znamená „nafouklý krk“.
Dorůstá 122–140 cm, v rozpětí křídel měří 230–280 cm a jeho hmotnost se pohybuje kolem 8 kg, samci jsou přitom větší než samice. Jeho až 30 cm dlouhý zobák je tmavý, široký, na konci mírně směrem nahoru stočený a zašpičatělý. Jeho opeření je převážně bílé, ale hlava a vrchní část krku je černá. Zatímco na zemi se nepohybuje nijak rychle, je velmi dobrým letcem.
Zdržuje se v blízkosti řek a rybníků. Požírá zejména ryby, měkkýše a obojživelníky, občas i malé plazy a savce. V období, kdy je nedostatek potravy, nepohrdne ani mršinami. Hnízdo v podobě plošiny z větví staví na stromech a klade do něj 2–5 bílých vajec.